# Benoît Delépine

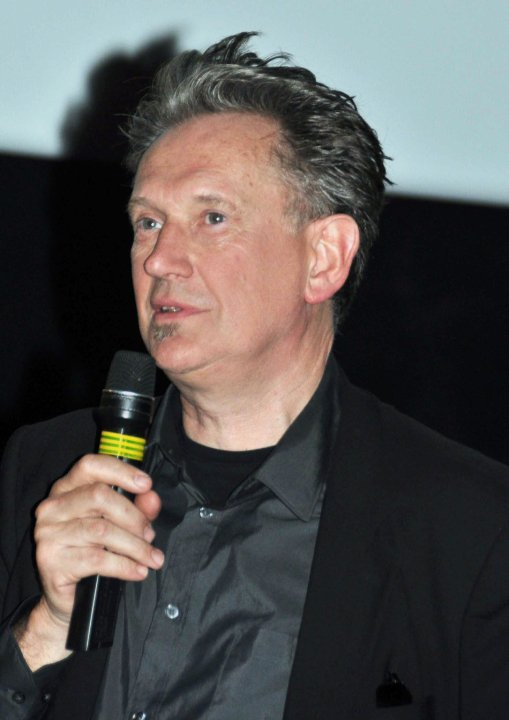
Benoît Delépine (2010)

Benoît Delépine (* 30. August 1958 in Saint-Quentin, Frankreich) ist ein französischer Drehbuchautor, Filmregisseur, Schauspieler und Komiker. Bekanntheit erlangte er in Frankreich durch sein Wirken in satirischen Programmen auf dem französischen Fernsehsender Canal+. Über Frankreich hinaus wurde er durch die Filmkomödien Louise hires a Contract Killer und Mammuth bekannt.

## Leben
Benoît Delépine ist seit vielen Jahren Autor des Fernsehprogramms Les Guignols de l’info, in der er über das fiktive Land Groland und die Rolle des zynischen Journalisten Mickael Kael schreibt. 1997 bereitete er diese Themen in Mickael Kael contre la World News Company in seinem ersten Kinofilm auf und übernimmt selbst darin die Rolle des Mickael Kael.
Im Jahr 2004 wirkte er erstmals gemeinsam mit Gustave Kervern als Drehbuchautor, Regisseur und Schauspieler im Kinofilm Aaltra. Die Zusammenarbeit mit Gustave Kervern wurde über diesen Erfolg hinaus in den Filmen Avida, Louise hires a Contract Killer, Mammuth und Der Tag wird kommen, der beim Filmfestival in Cannes 2012 den Spezialpreis der Jury in der Kategorie Un Certain Regard gewann, fortgeführt.
2020 erhielten beide für die Komödie Effacer l’historique eine Einladung in den Wettbewerb der 70. Internationalen Filmfestspiele Berlin.

## Filmografie
- 2004: Aaltra (Drehbuch und Regie mit Gustave Kervern)
- 2006: Avida (Drehbuch und Regie mit Gustave Kervern)
- 2008: Louise Hires a Contract Killer (Louise-Michel) (Drehbuch und Regie mit Gustave Kervern)
- 2010: Mammuth (Drehbuch und Regie mit Gustave Kervern)
- 2012: Der Tag wird kommen (Le Grand Soir) (Drehbuch und Regie mit Gustave Kervern)
- 2014: Near Death Experience (Drehbuch und Regie mit Gustave Kervern)
- 2016: Saint-Amour (Drehbuch und Regie mit Gustave Kervern)